# Amachawadi, Mysore
Amachawadi là một làng thuộc tehsil Mysore, huyện Mysore, bang Karnataka, Ấn Độ.